# Suddha Dibyaratana del Siam
Suddha Dibyaratana del Siam (in thailandese สุทธาทิพยรัตน์ สุขุมขัตติยกัลยาวดี, Sutthathipphayarat Sukumarankalyakalayadee; in italiano: Suddha Dibyaratana Sukhumkhattiya Galyavadi del Siam; Bangkok, 14 settembre 1877 – Bangkok, 2 gennaio 1922) è stata una principessa thailandese, 20ª figlia del re Chulalongkorn del Siam (Rama V), e la 1ª della sua quarta moglie, la regina consorte Sukhumala Marasri del Siam.

## Biografia

### Infanzia e primi anni
La principessa Suddha Dibyaratana Sukhumkhattiya Galyavadi del Siam nacque nel Grande palazzo reale di Bangkok, la capitale del Regno del Siam (ora Regno di Thailandia) il 14 settembre 1877 alle ore 9:21 del mattino. Fu la 20ª figlia del re Chulalongkorn e la 1ª della sua quarta moglie, la regina consorte Sukhumala Marasri del Siam (1861–1927). I genitori di Suddha Dibyaratana furono fratellastri, in quanto figli dello stesso padre re Mongkut. La principessa ricevette il suo nome il 14 ottobre 1877 da parte di suo padre.
Quando Suddha Dibyaratana nacque, a corte la principessa Abha Barni (nata nel 1874) era giudicata – secondo varie testimonianze – la principessa più bella all'interno della famiglia reale. A quanto pare però, il suo posto fu preso proprio da Suddha Dibyaratana, che venne giudicata non solo come la principessa più bella delle principesse allora viventi della dinastia Chakri, ma anche come la figlia più bella del re Chulalongkorn. Inoltre, possedette un aspetto molto simile a quello della defunta regina Debsirindra, come dimostrato da suo padre Chulalongkorn, che affermò che "il suo volto è simile a quello di sua nonna". Debsirindra fu la prima moglie di re Mongkut, nonno di Suddha Dibyaratana.
La principessa venne educata nel Grande palazzo reale da sua madre e da Phraya Sisunthonwohan, un famoso professore. Studiò thailandese e inglese. Venne educata anche ad essere una perfetta principessa reale in conformità con il suo status.
All'età di undici anni, nel 1888, partecipò alla sua prima uscita pubblica come membro della famiglia reale. Venne elogiata dal popolo per la sua bellezza e ricevette anche dei complimenti da parte di suo padre e dalla regina Saovabha Bongsri.

### Vita successiva

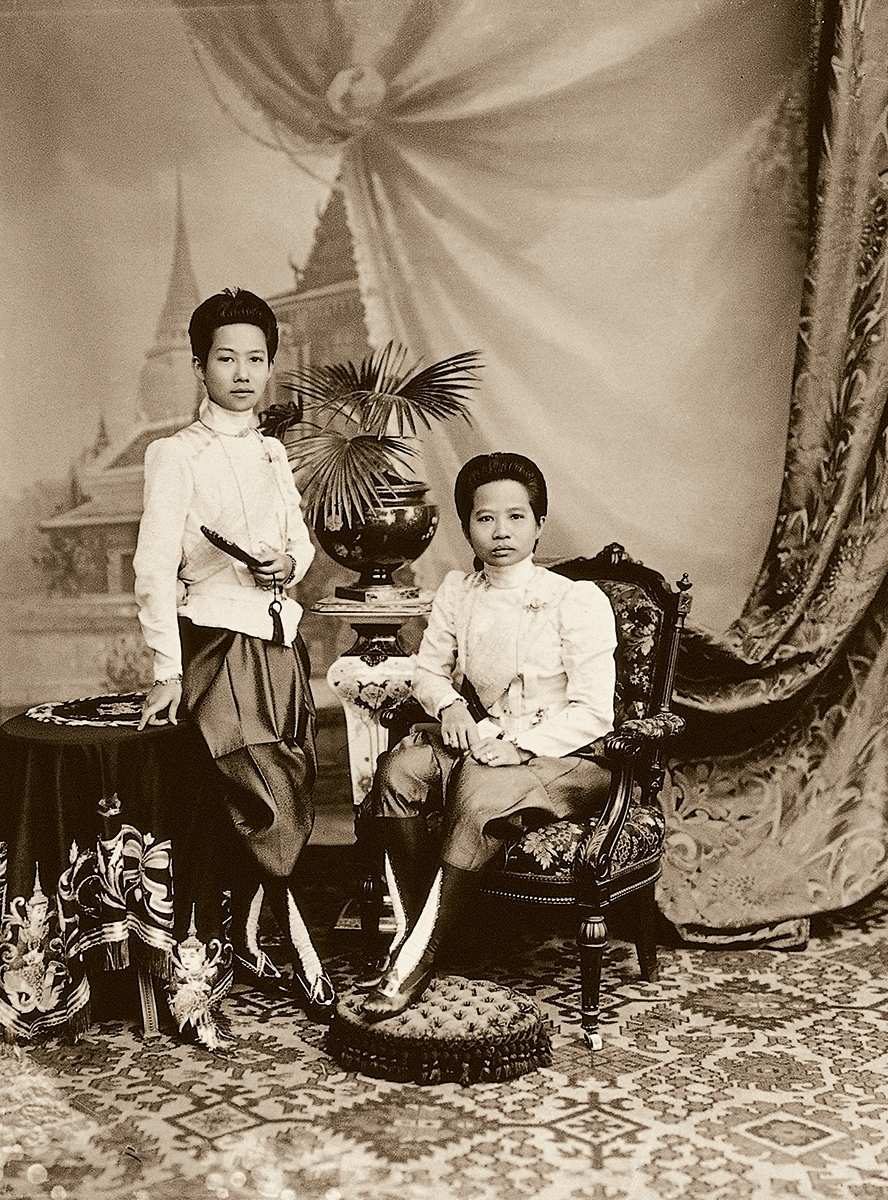
La principessa Suddha Dibyaratana con sua madre la regina Sukhumala Marasri in una fotografia risalente a prima del 1910.

Il 9 agosto 1903 la principessa ricevette – da parte di suo padre – il titolo di Principessa di Rattanakosin (in thailandese: กรมหลวงศรีรัตนโกสินทร; transillerato in: Krommaluang Si Rattanakosin) e fu l'unica figlia del re che ricevette il rango di "Krommaluang", che la pose al di sopra di tutte le sue sorelle.
La principessa fu una dei vicepresidenti esecutivi della "Red Unalom Society", la più importante organizzazione umanitaria fondata dalla defunta regina Savang Vadhana. La regina Saovabha Bongsri agì come presidente, mentre Suddha Dibyaratana, sua madre e le principesse Yaovamalaya Narumala, Chandra Saradavara, Srivilailaksana, Ubolratana Narinaga e Saisavali Bhiromya agirono come vicepresidenti esecutivi. Quando compì quaranta anni nel 1917, Suddha Dibyaratana donó 200.000 baht alla Società della Croce Rossa Thailandese, per la costruzione dell'Ospedale Chulalongkorn, in onore di suo padre. Quando l'ospedale fu completato, lo chiamò Suddhathip 2463.

### Ultimi anni e morte
Dopo la morte del padre nel 1910, si trasferì a vivere con sua madre e suo fratello il principe Paribatra Sukhumbandhu. Anni dopo cominciò a soffrire di vari disturbi, tra cui l'asma.
La principessa morì all'età di quarantaquattro anni il 2 gennaio 1922 all'Ospedale memoriale Re Chulalongkorn di Bangkok, a causa di tubercolosi polmonare, alle ore 16:12 di pomeriggio. Suddha Dibyaratana venne cremata nel Crematorio reale il 4 dicembre 1923. Al momento della sua morte sia sua madre che suo fratello erano ancora in vita.

## Ascendenza
|                             |                                 |                                   | Genitori                      |  |  | Nonni |  |  | Bisnonni                        |  |  | Trisnonni                       |  |
|                             |                                 |                                   |                               |  |  |       |  |  | Buddha Loetla Nabhalai del Siam |  |  | Buddha Yodfa Chulaloke del Siam |  |
|                             |                                 |                                   |                               |  |  |       |  |  | Buddha Loetla Nabhalai del Siam |  |  | Buddha Yodfa Chulaloke del Siam |  |
|                             |                                 | Amarindra                         |                               |  |  |       |  |  | Buddha Loetla Nabhalai del Siam |  |  |                                 |  |
| Mongkut del Siam            |                                 |                                   |                               |  |  |       |  |  | Buddha Loetla Nabhalai del Siam |  |  |                                 |  |
|                             |                                 | Sri Suriyendra                    | Ngoen Saetan                  |  |  |       |  |  |                                 |  |  |                                 |  |
|                             |                                 | Sri Suriyendra                    | Ngoen Saetan                  |  |  |       |  |  |                                 |  |  |                                 |  |
|                             |                                 | Sri Suriyendra                    | Kaew, Principessa Sri Sudarak |  |  |       |  |  |                                 |  |  |                                 |  |
| Chulalongkorn del Siam      |                                 | Sri Suriyendra                    |                               |  |  |       |  |  |                                 |  |  |                                 |  |
|                             |                                 | Siriwongse, Principe Matayaphitak | Jessadabodindra del Siam      |  |  |       |  |  |                                 |  |  |                                 |  |
|                             |                                 | Siriwongse, Principe Matayaphitak | Jessadabodindra del Siam      |  |  |       |  |  |                                 |  |  |                                 |  |
|                             |                                 | Siriwongse, Principe Matayaphitak | Sap                           |  |  |       |  |  |                                 |  |  |                                 |  |
| Debsirindra                 |                                 | Siriwongse, Principe Matayaphitak |                               |  |  |       |  |  |                                 |  |  |                                 |  |
|                             |                                 | Noi Siriwongse Na Ayudhaya        | But                           |  |  |       |  |  |                                 |  |  |                                 |  |
|                             |                                 | Noi Siriwongse Na Ayudhaya        | But                           |  |  |       |  |  |                                 |  |  |                                 |  |
|                             |                                 | Noi Siriwongse Na Ayudhaya        | Chaem                         |  |  |       |  |  |                                 |  |  |                                 |  |
| Suddha Dibyaratana del Siam |                                 | Noi Siriwongse Na Ayudhaya        |                               |  |  |       |  |  |                                 |  |  |                                 |  |
|                             | Buddha Loetla Nabhalai del Siam | Buddha Yodfa Chulaloke del Siam   |                               |  |  |       |  |  |                                 |  |  |                                 |  |
|                             | Buddha Loetla Nabhalai del Siam | Buddha Yodfa Chulaloke del Siam   |                               |  |  |       |  |  |                                 |  |  |                                 |  |
|                             | Buddha Loetla Nabhalai del Siam | Amarindra                         |                               |  |  |       |  |  |                                 |  |  |                                 |  |
| Mongkut del Siam            | Buddha Loetla Nabhalai del Siam |                                   |                               |  |  |       |  |  |                                 |  |  |                                 |  |
|                             |                                 | Sri Suriyendra                    | Ngoen Saetan                  |  |  |       |  |  |                                 |  |  |                                 |  |
|                             |                                 | Sri Suriyendra                    | Ngoen Saetan                  |  |  |       |  |  |                                 |  |  |                                 |  |
|                             |                                 | Sri Suriyendra                    | Kaew, Principessa Sri Sudarak |  |  |       |  |  |                                 |  |  |                                 |  |
| Sukhumala Marasri del Siam  |                                 | Sri Suriyendra                    |                               |  |  |       |  |  |                                 |  |  |                                 |  |
|                             |                                 | Lord Borommahaphichaiyat          | Lord Akkhamahasena            |  |  |       |  |  |                                 |  |  |                                 |  |
|                             |                                 | Lord Borommahaphichaiyat          | Lord Akkhamahasena            |  |  |       |  |  |                                 |  |  |                                 |  |
|                             |                                 | Lord Borommahaphichaiyat          | Nuan Na Bangxang              |  |  |       |  |  |                                 |  |  |                                 |  |
| Samli Bunnag                |                                 | Lord Borommahaphichaiyat          |                               |  |  |       |  |  |                                 |  |  |                                 |  |
|                             |                                 | Khlai Bunnag                      | …                             |  |  |       |  |  |                                 |  |  |                                 |  |
|                             |                                 | Khlai Bunnag                      | …                             |  |  |       |  |  |                                 |  |  |                                 |  |
|                             |                                 | Khlai Bunnag                      | …                             |  |  |       |  |  |                                 |  |  |                                 |  |
|                             |                                 | Khlai Bunnag                      |                               |  |  |       |  |  |                                 |  |  |                                 |  |

## Titoli e trattamento
- 14 settembre 1877 - 9 agosto 1903: Sua Altezza Reale la Principessa Suddha Dibyaratana Sukhumkhattiya Galyavadi del Siam
- 9 agosto 1903 - 2 gennaio 1922: Sua Altezza Reale la Principessa Suddha Dibyaratana Sukhumkhattiya Galyavadi del Siam, Principessa di Rattanakosin